# Jonathan Winters

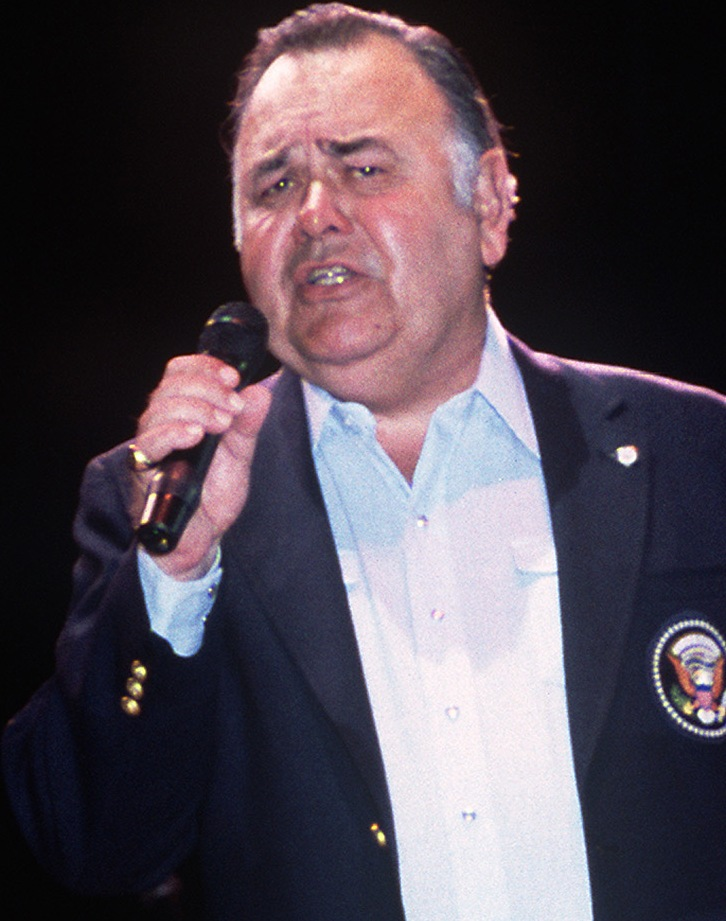
Jonathan Winters 1986

Jonathan Hershman Winters III (* 11. November 1925 in Dayton, Ohio; † 11. April 2013 in Montecito, Kalifornien) war ein US-amerikanischer Schauspieler und Komiker.

## Leben und Wirken
Winters ist in rund 50 Filmen und verschiedenen Fernseh-Shows aufgetreten. Wichtige Rollen hatte er im Film Eine total, total verrückte Welt und in der Fernsehserie Mork vom Ork. 1999 erhielt er den Mark-Twain-Preis für amerikanischen Humor.
Er lebte bis zu seinem Tod in Montecito, Kalifornien. Winters starb am 11. April 2013 eines natürlichen Todes.

## Filmografie (Auswahl)

### Kino
- 1963: Eine total, total verrückte Welt (It’s a Mad Mad Mad Mad World)
- 1965: Tod in Hollywood (The Loved One)
- 1966: Die Russen kommen! Die Russen kommen! (The Russians Are Coming, the Russians Are Coming)
- 1966: Penelope
- 1967: O Vater, armer Vater, Mutter hängt dich in den Schrank und ich bin ganz krank (Oh Dad, Poor Dad, Mamma's Hung You in the Closet and I'm Feelin' So Sad)
- 1967: Acht gehen türmen (Eight on the Lam)
- 1969: Viva Max! (Viva Max)
- 1979: Das Wunder von Pittsburgh (The Fish That Saved Pittsburgh)
- 1986: Das Pechvogel-Quartett (The Longshot)
- 1986: Say Yes! (Say Yes)
- 1988: Mond über Parador (Moon Over Parador)
- 1994: Flintstones – Die Familie Feuerstein (The Flintstones)
- 1994: Shadow und der Fluch des Khan (The Shadow)
- 2000: Die Abenteuer von Rocky & Bullwinkle (The Adventures of Rocky & Bullwinkle)
- 2003: Swing
- 2006: Die Casting Couch – Heiße Dates und sexy Girls (National Lampoon’s Cattle Call)
- 2011: Die Schlümpfe (The Smurfs)
- 2013: Die Schlümpfe 2 (The Smurfs 2)

### Fernsehen
- 1968: Einmal sieht man’s – einmal nicht (Now You See It, Now You Don't)
- 1978: Rocky und seine Freunde (Fables of the Green Forest)
- 1980: Undercover USA (More Wild Wild West)
- 1981–1982: Mork vom Ork (Mork & Mindy, Fernsehserie, fünf Episoden)
- 1985: Alice im Wunderland (Alice in Wonderland)
- 1986–1990: Die Schlümpfe (Smurfs)
- 1987: Alice im Land des Zauberspiegels (Alice Through the Looking Glass)
- 1990: Garfield und seine Freunde (Garfield and Friends, Fernsehserie, eine Episode)
- 2002: Alles dreht sich um Bonnie (Life with Bonnie Fernsehserie, eine Episode)